# E.GO Life
Der e.GO Life ist ein elektrisch angetriebener, viersitziger Kleinstwagen des deutschen Unternehmens Next.e.GO Mobile. Das Fahrzeug wurde von 2019 bis 2022 produziert. Bis zur zweiten Insolvenz des Unternehmens im März 2024 wurden insgesamt ca. 1350 Fahrzeuge verkauft.

## Geschichte
Geschäftsführer des Herstellers war bis Juni 2021 Günther Schuh, der bereits an der Gründung der Streetscooter GmbH beteiligt war. Die Entwicklung der e.GO-Fahrzeugmodelle findet auf dem Campus der RWTH Aachen statt, an der Schuh Professor für Produktionssystematik ist. Der e.GO Life wurde ursprünglich als Leichtelektromobil geplant, im weiteren Verlauf wurde das Konzept zu einem Personenkraftwagen der Fahrzeugklasse M1 weiterentwickelt. Das endgültige Aussehen des Fahrzeugs, für das der italienische Designer Paolo Spada verantwortlich ist, wurde im März 2017 auf der Cebit in Hannover präsentiert.
Im April 2017 wurde bekanntgegeben, dass das Produktionswerk im Aachener Osten, auf dem ehemaligen Philips-Gelände, entstehen soll und die Bauarbeiten bereits begonnen haben. Am 16. September 2017 teilte das Unternehmen mit, dass bereits 1200 Vorbestellungen vorlägen und der e.GO Life nach Austausch mit den Kunden ab Sommer 2018 in drei Leistungsvarianten auf den Markt kommen solle. Ursprünglich sollte die Produktion im Mai 2018 beginnen und die Auslieferung im Oktober 2018. Im Juli 2018 wurde die erste Fabrik eröffnet.
Auf dem Genfer Auto-Salon im März 2019 wurde das Serienmodell des Fahrzeugs erstmals der Öffentlichkeit präsentiert. Außerdem wurde mit dem Concept Sport ein leistungsgesteigertes Konzeptfahrzeug des Fahrzeugs präsentiert.
Der e.GO Life konnte seit dem 18. Mai 2017 vorbestellt werden. Zunächst sollten 1.000 Fahrzeuge in der Version First Edition im Jahr 2019 produziert werden; diese Fahrzeuge sollten aus technischen und rechtlichen Gründen auf 53 kW gedrosselt und ohne Rekuperation ausgeliefert werden.
Im März 2019 wurde mit der Serienproduktion begonnen. Am 26. April 2019 wurden mit bestandener letzter Prüfung alle erforderlichen Homologationstests für eine europäische Kleinserienzulassung der e.GO Life First Edition absolviert. Am 8. Mai 2019 wurden dann die ersten Serienfahrzeuge ausgeliefert. Am 1. Juli 2019 setzte das Bundesamt für Wirtschaft und Ausfuhrkontrolle (BAFA) den e.GO Life auf die Liste der förderfähigen Fahrzeuge. Bis zum 1. Dezember 2019 wurden insgesamt 126 Förderanträge für einen e.Go Life eingereicht.
Im Jahr 2019 wurden 540 Fahrzeuge verkauft. Der e.GO Life sollte ab 2020 in drei Leistungsstufen angeboten werden. Nach dem Stand von 2019 sollte der Listenpreis des Basismodells mit 20 kW (27 PS) 17.900 Euro betragen. Im November 2019 wurde jedoch angekündigt, dass die Preise der Modelle ab 2020 im Vergleich zu den 2019 angekündigten Preisen wegen Sonderauflagen und der höheren Umweltprämie steigen werden.
Im September 2022 wurde die Produktion eingestellt. Als Grund für den Misserfolg wird der zu hohe Preis genannt. Das Unternehmen plante, zwei Nachfolgermodelle anzubieten, was sich durch die Einstellung des Geschäftsbetriebs Ende Mai 2024 zerschlagen hat.

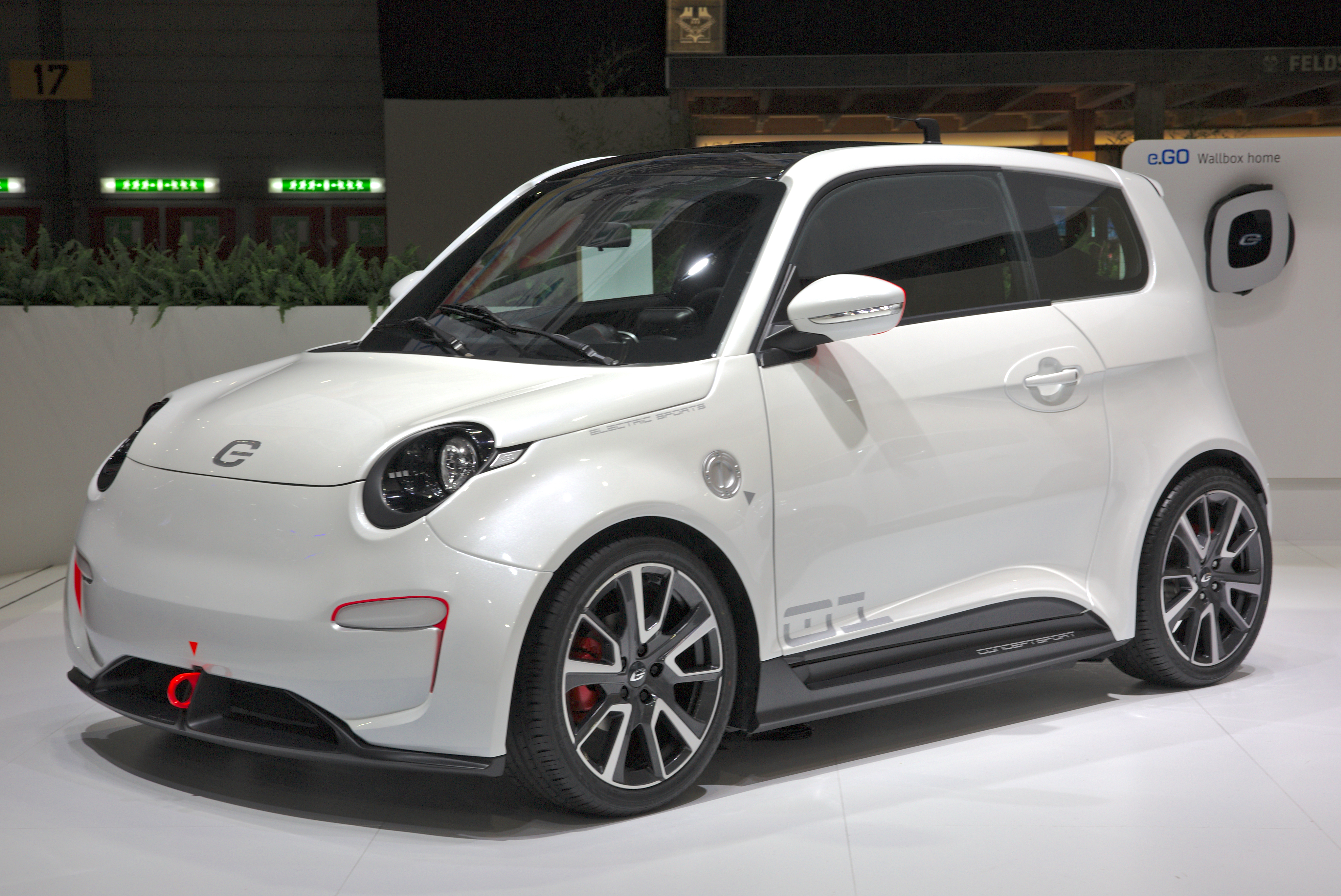
e.GO Life Concept Sport auf dem Genfer Auto-Salon 2019
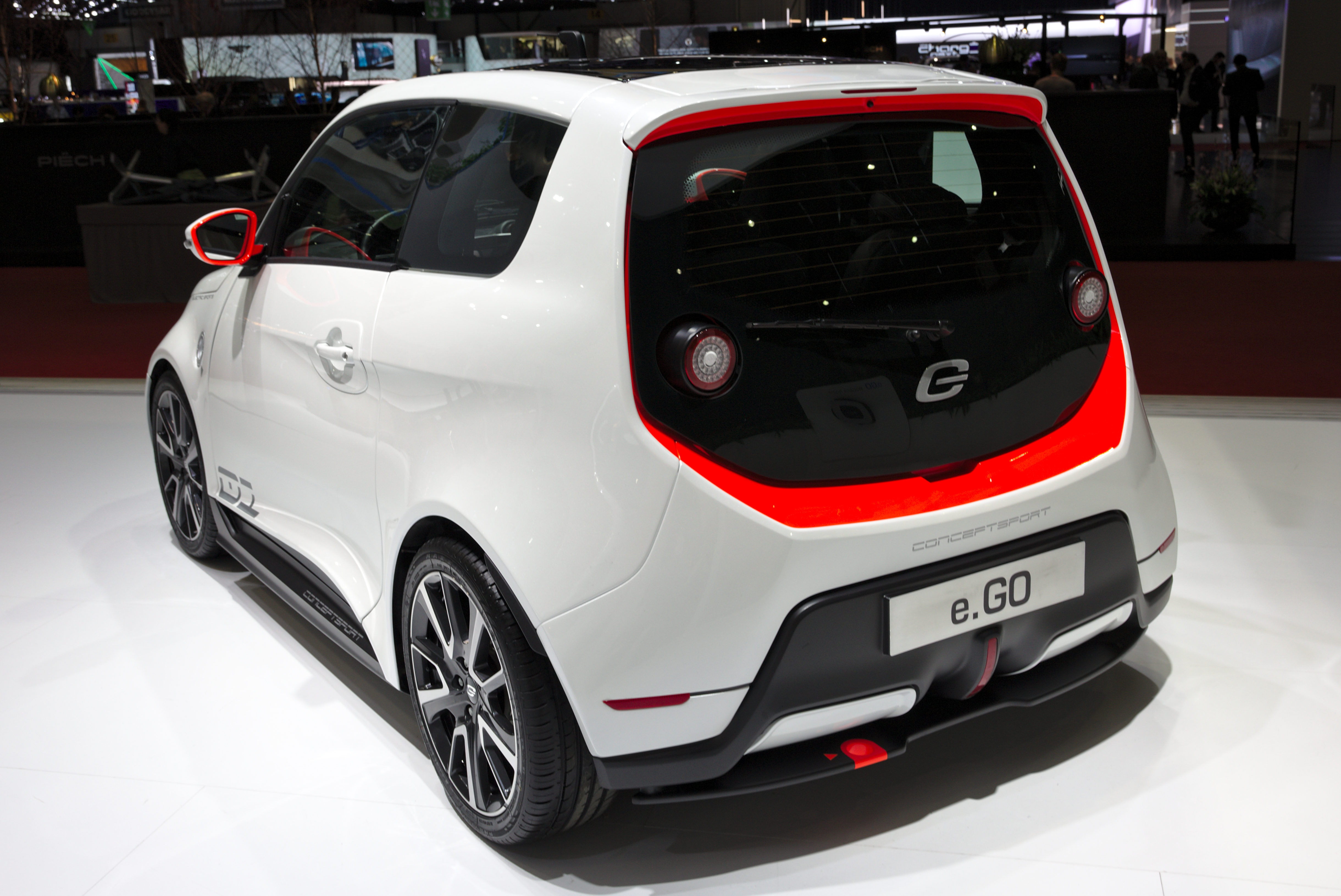
Heckansicht
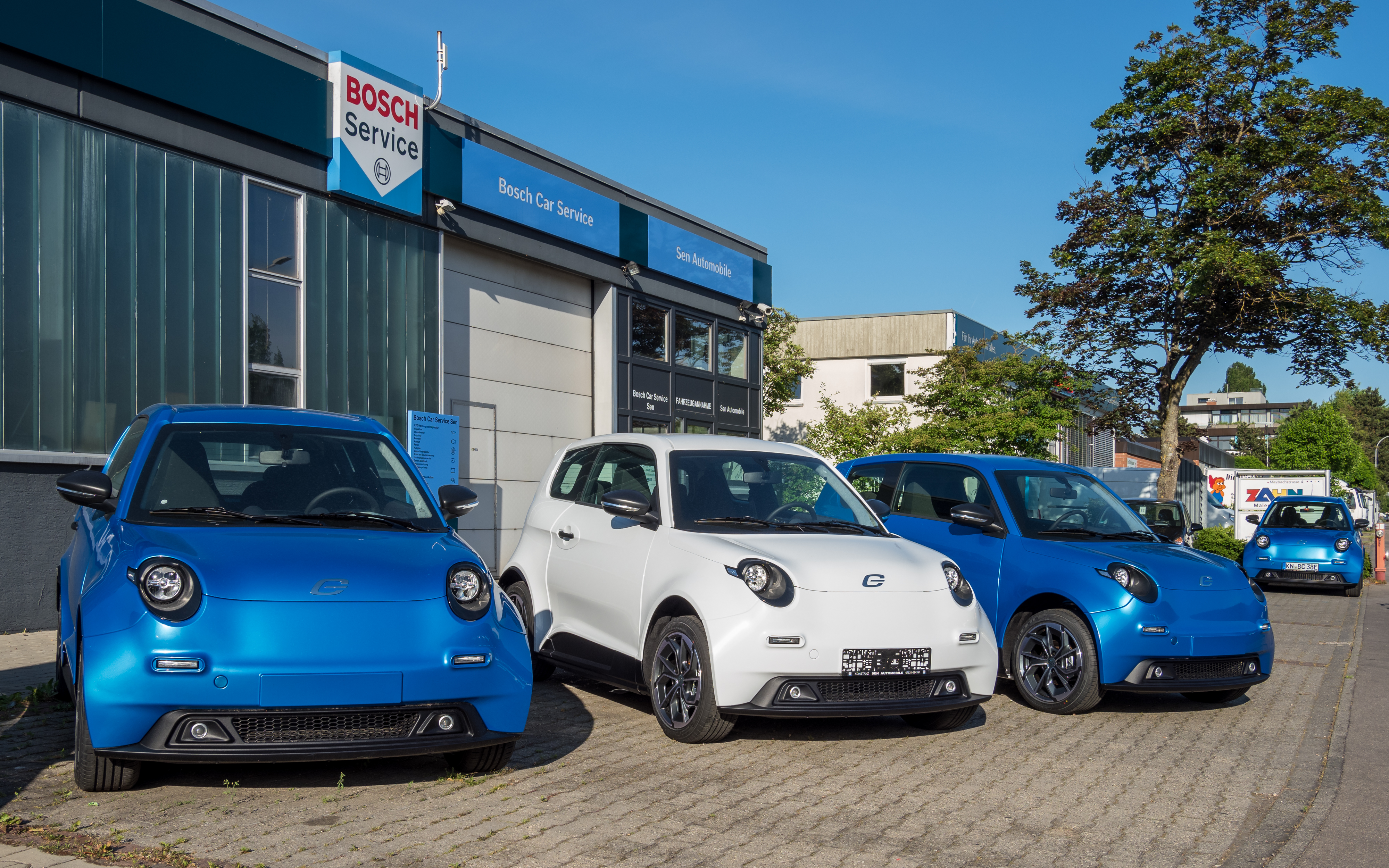
e.GO-Life-Angebote in Konstanz (2020)
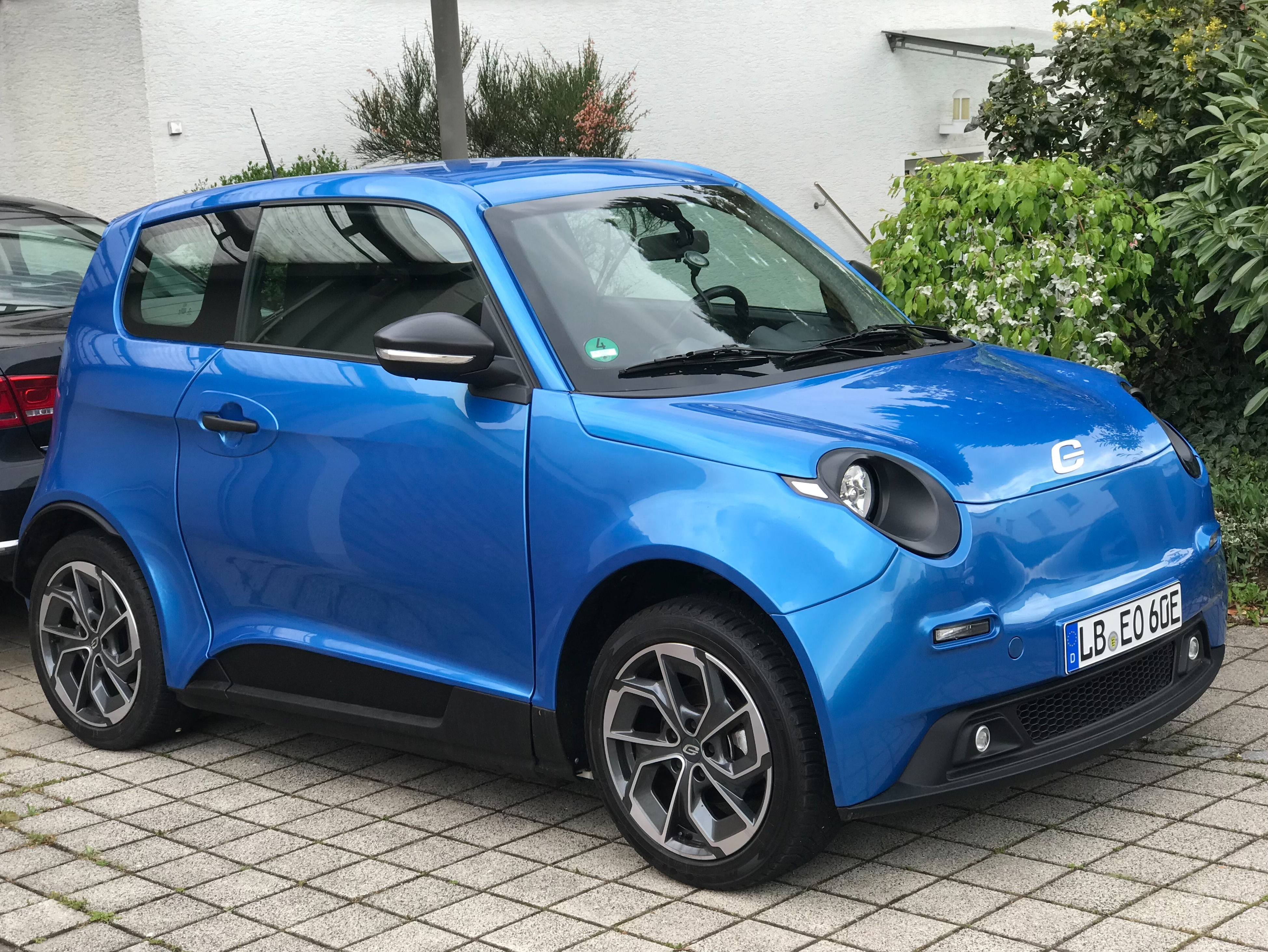
e.GO Life First Edition 2020

## Beschreibung
Der e.GO Life ist als Stadtauto und Zweitwagen konzipiert. Das Fahrzeug hat Heckantrieb und ist ein 2+2-Sitzer. Das Leergewicht des e.GO Life 20 liegt mit Batterie bei 1150 kg. Der Wagen hat eine Skelettkarosserie. Der räumliche Rahmen des Wagens ist aus Aluminiumprofilen und -blechen hergestellt, an einigen Stellen mit Stahl verstärkt und mit farbigen Kunststoffpaneelen beplankt. Die Vorderräder sind einzeln an MacPherson-Federbeinen und Querlenkern aufgehängt, hinten ist eine starre, als „U“-förmige Deichselachse ausgeführte De-Dion-Achse eingebaut. An allen Rädern sind Scheibenbremsen eingebaut.

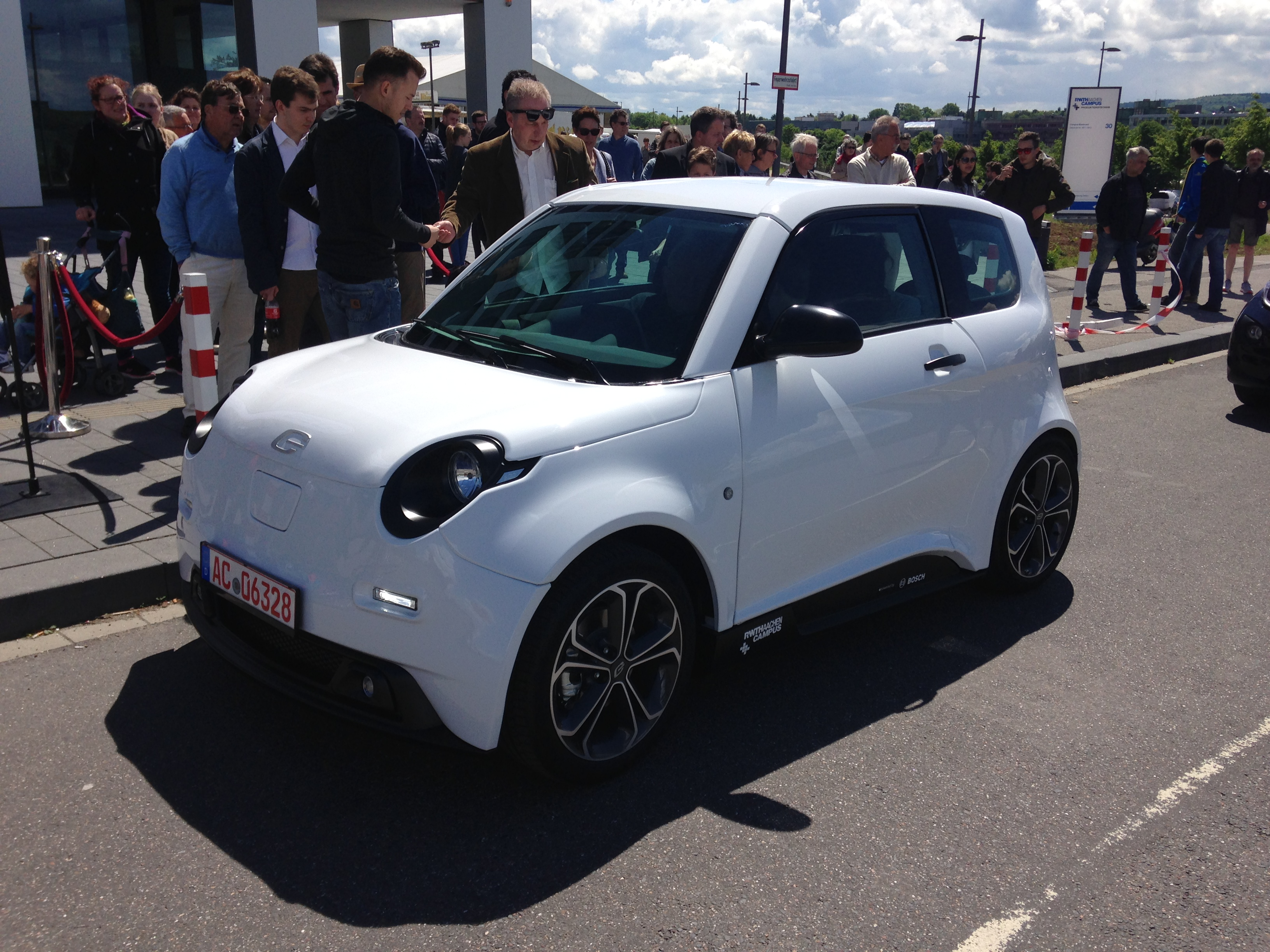
Frontansicht
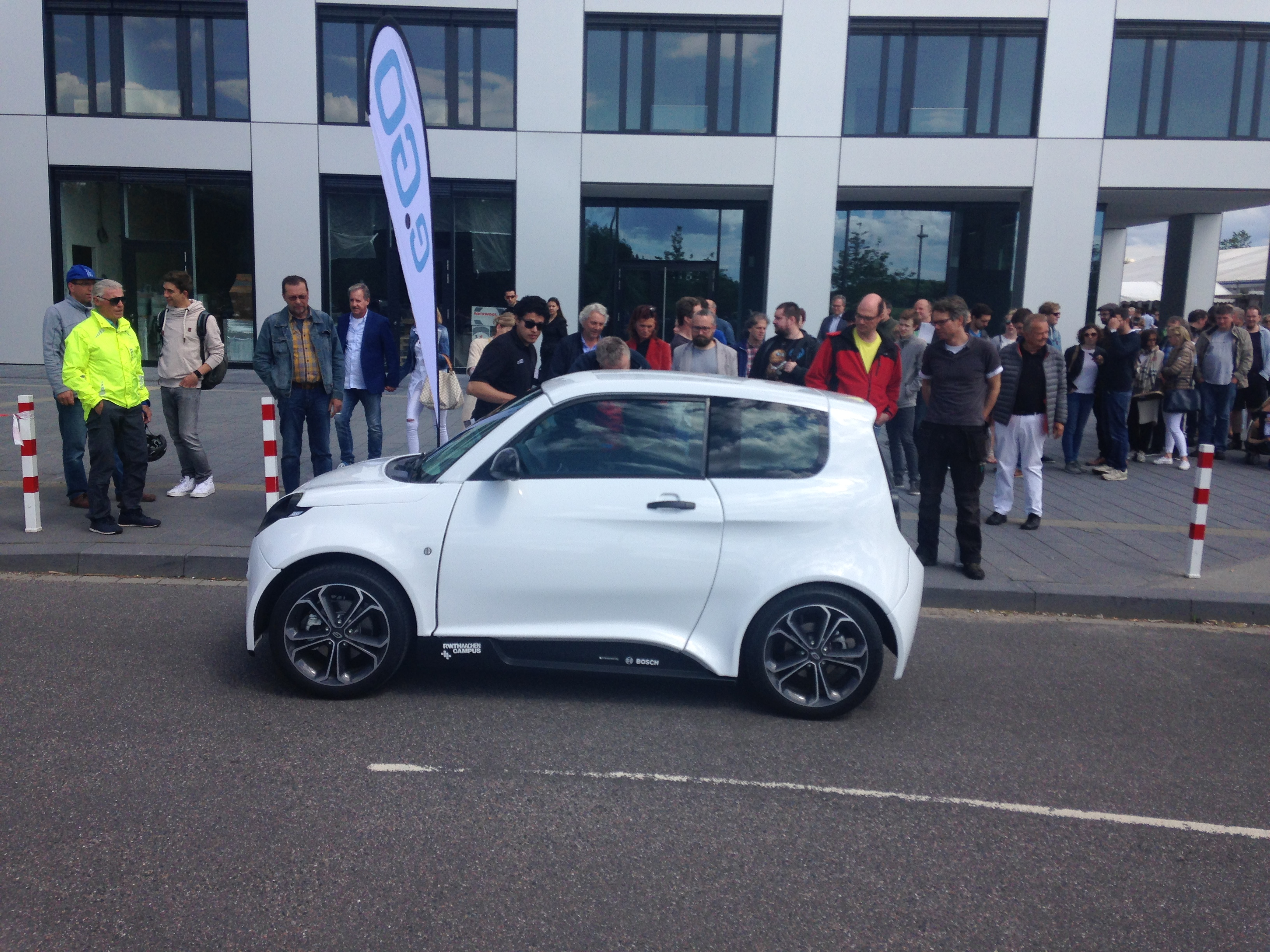
Seitenansicht
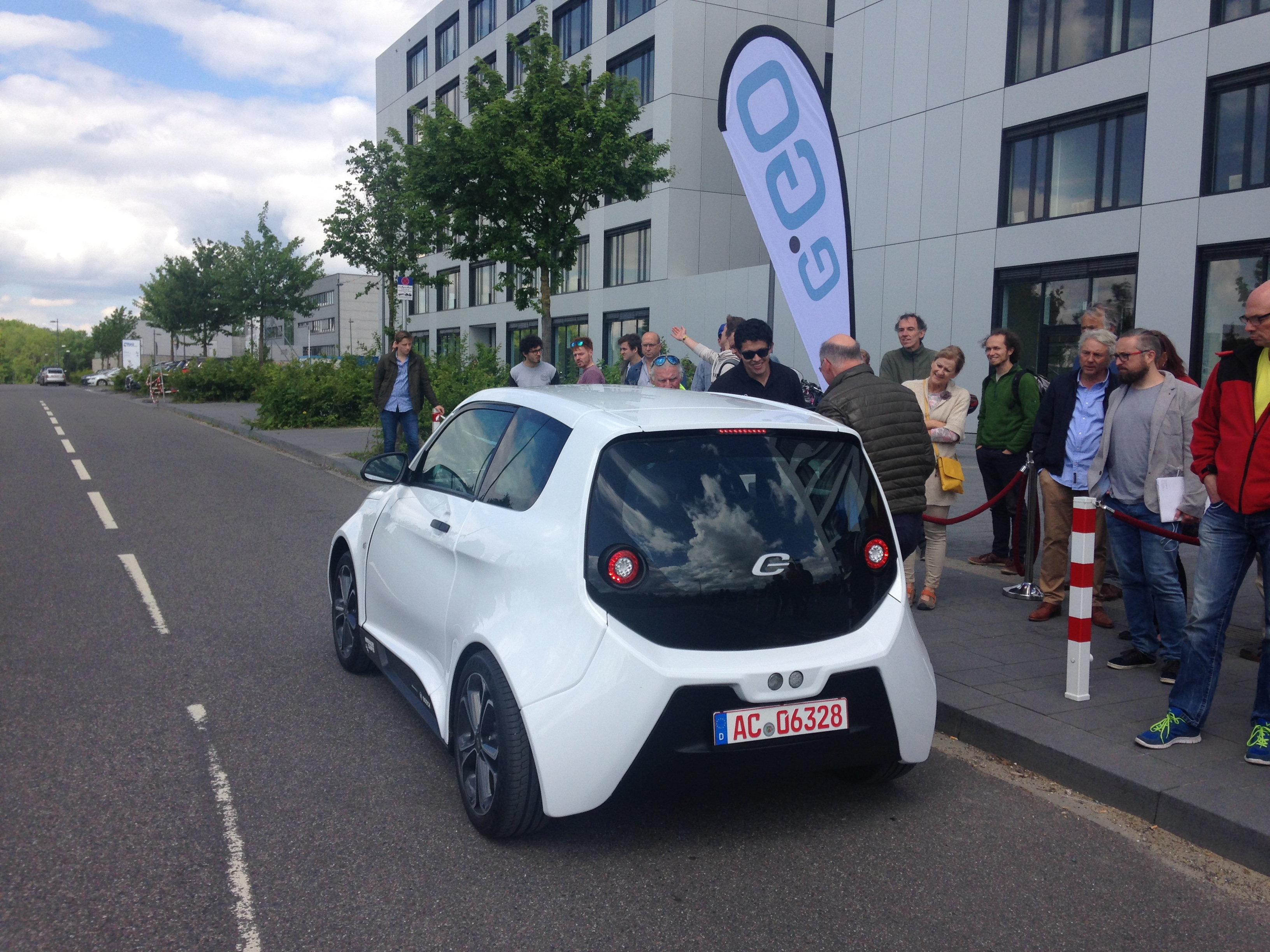
Heckansicht
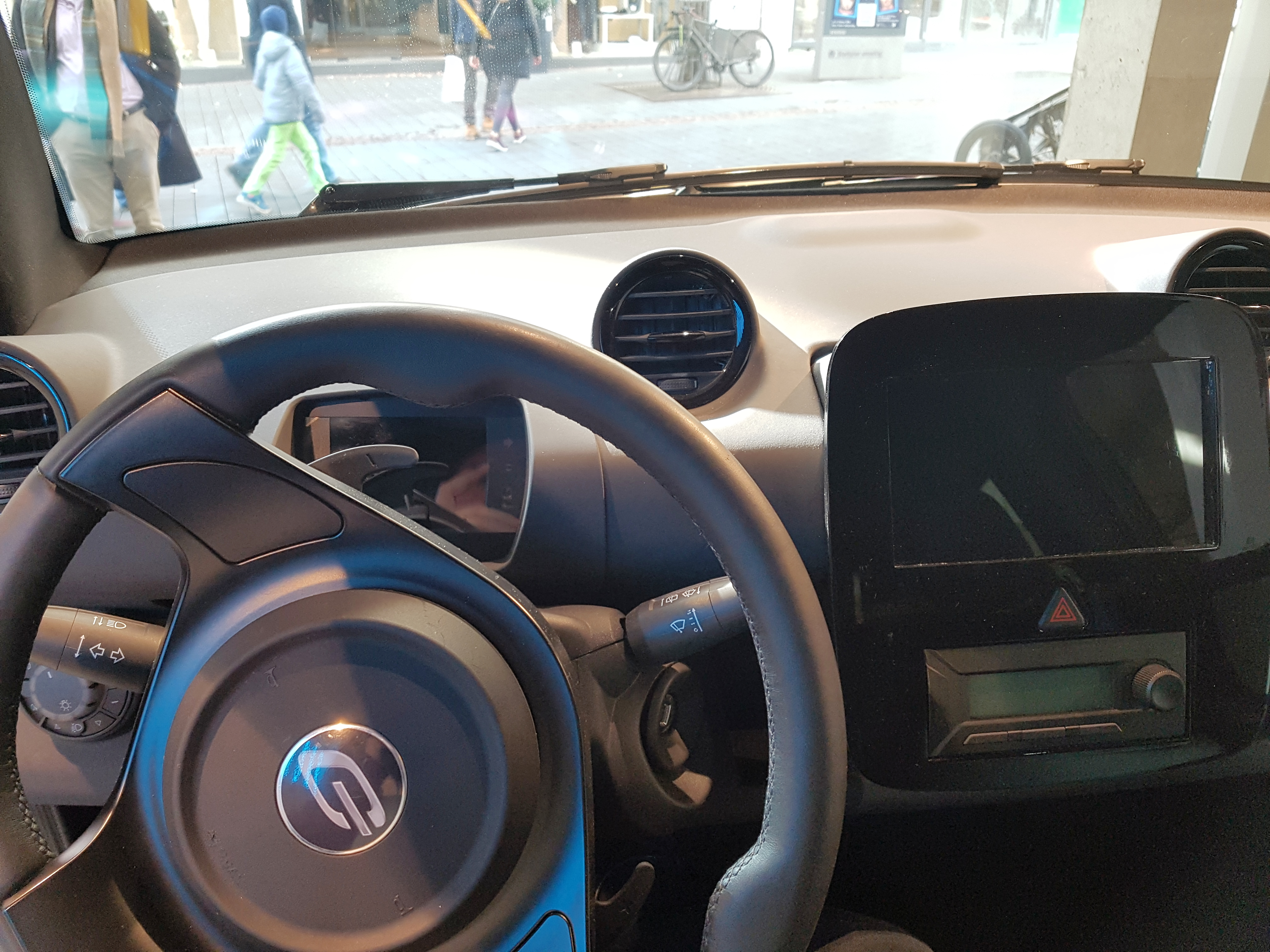
Armaturenbrett

## Technik

### Motor- und Batterietechnik
Der e.GO Life sollte zunächst ein 48-Volt-Antriebssystem des Automobilzulieferers Robert Bosch GmbH bekommen. Den Kundenwünschen folgend wurde allerdings auf ein Hochvoltsystem umgeplant. Bosch liefert den Elektromotor, die Steuereinheit, das Ladegerät sowie das Display und die Antriebsbatterie. Der Service nach dem Kauf soll von den Bosch-Car-Service-Betrieben übernommen werden.

### Ladefähigkeit
Der e.GO Life lässt sich an der Haushaltssteckdose mit einem normalen Schuko-Stecker aufladen. Die maximale Ladeleistung beträgt 2,3 kW (230 V, 10 A). Um die Batterie schneller laden zu können, ist der e.GO Life mit einem Typ-2-Stecker ausgerüstet. Bei der Markteinführung war die maximale Ladeleistung der Batterie jedoch auf 3,7 kW (230 V, 16 A, einphasig) beschränkt. Damit kann in einer Stunde genug Energie für ca. 24 km zusätzlicher Fahrtstrecke mit Normverbrauch geladen werden.
e.GO bietet die „Wallbox home“ genannte Wandladestation für zuhause zum Preis von 549 Euro (Stand: November 2018) an, um die Batterie mit einem Typ-2-Stecker aufzuladen (ein 5 Meter langes Kabel ist inklusive). Die „Wallbox“-Ladestation hat eine maximale Ladeleistung von 11 kW (laut Hersteller „für zukünftige Fahrzeuggenerationen der e.GO-Familie“).

### Technische Daten
Die Herstellerangaben mit Stand 16. September 2017, März 2019, Januar 2020 und Juni 2020:
|                                                                                                  | e.GO Life First Edition | e.GO Life 20   | e.GO Life 40+            | e.GO Life 60               |
| ------------------------------------------------------------------------------------------------ | ----------------------- | -------------- | ------------------------ | -------------------------- |
| Bauzeitraum                                                                                      | März 2019 – Januar 2020 | Nie eingeführt | Mai 2020 – Dezember 2020 | Januar 2020 – Oktober 2022 |
| max. Leistung                                                                                    | 53 kW (72 PS)           | 20 kW (27 PS)  | 41 kW (56 PS)            | 57 kW (77 PS)              |
| Dauerleistung                                                                                    | 25 kW                   | 20 kW          | 24 kW                    | 29 kW                      |
| Beschleunigung, 0–50 km/h                                                                        | 3,5 s                   | 7,7 s          | 4,7 s                    | 4,3 s                      |
| Beschleunigung, 0–100 km/h                                                                       |                         | 35,0 s         | 12,0 s                   | ?                          |
| Höchstgeschwindigkeit                                                                            | 132 km/h                | 112 km/h       | 120 km/h                 | 130 km/h                   |
| Stromverbrauch auf 100 km (nach WLTP kombiniert)                                                 | 24,2 kWh                | 14,5 kWh       | 15,5 kWh                 | 15,5 kWh                   |
| Batteriekapazität                                                                                | 21,5 kWh                | 14,5 kWh       | 17,5 kWh                 | 21,5 kWh                   |
| Reichweite (WLTP Combined)                                                                       | 89 km                   | 100 km         | 113 km                   | 139 km                     |
| Reichweite (WLTP City)                                                                           |                         | 104 km         | 124 km                   | 206 km                     |
| Ladedauer AC 2,3 kW 100 % (Schuko) Ladedauer AC 3,6 kW 100 % (Typ 2) Ladedauer DC bis 80 % (CCS) | 9,6 h 6,0 h –           | 5,4 h 3,8 h –  | 7,3 h 4,5 h –            | 9,6 h 6,0 h –              |
| Leergewicht                                                                                      | 1.231 kg                | 1.150 kg       | 1.170 kg                 | 1.231 kg                   |
| Listenpreis (inkl. MwSt.ab) (Stand November 2020)                                                | 24.650 €                | unbekannt      | 22.701 €                 | 25.041 €                   |

## Zulassungszahlen in Deutschland
Nach Angaben des Kraftfahrt-Bundesamts wurde im Mai 2019 das erste Fahrzeug der Marke e.GO zugelassen. Im Zeitraum Mai bis November 2019 wurden in Deutschland insgesamt 103 Fahrzeuge vom Typ e.GO Life First Edition zugelassen. Im Gesamtjahr 2019 wurden 171 Fahrzeuge der Marke neu zugelassen. Im Jahr 2020 wurden 477 e.GO Life neu zugelassen. 2021 waren es 123 und 2022 345 Fahrzeuge.
| Jahr                                                          |      |  | Stück |     |
| 2019                                                          | 2019 |  | 171   | 171 |
| 2020                                                          | 2020 |  | 477   | 477 |
| 2021                                                          | 2021 |  | 123   | 123 |
| 2022                                                          | 2022 |  | 345   | 345 |
| Zulassungszahlen in Deutschland, Quelle: Kraftfahrt-Bundesamt |      |  |       |     |

Für den BAFA-Umweltbonus wurden bis Ende 2020 546 Anträge der „Life First Edition“ und 129 Anträge der „Life First Edition Mj. 2020“ eingereicht.